# Acantholimon androsaceum
Das Mannsschildartige Igelpolster (Acantholimon androsaceum), auch Kurzschäftiges Igelpolster genannt, ist eine Pflanzenart aus der Gattung Acantholimon in der Familie der Bleiwurzgewächse (Plumbaginaceae).

## Merkmale
Acantholimon androsaceum ist ein Polster-Zwergstrauch, der Wuchshöhen von 4 bis 10 Zentimeter erreicht. Die Pflanze bildet Kugelpolster. Die Blätter stehen sehr dicht und sind lineal-pfriemlich und am Grund halbstängelumfassend. Sie sind fein zerstreut gesägt und ihr Spitze ist stechend. Die Frühjahrsblätter sind (2,5) 5 bis 10 Millimeter lang und kahl, die Sommerblätter sind (3,5) 7 bis 10,5 Millimeter lang, kurz und verkahlend oder dicht behaart.

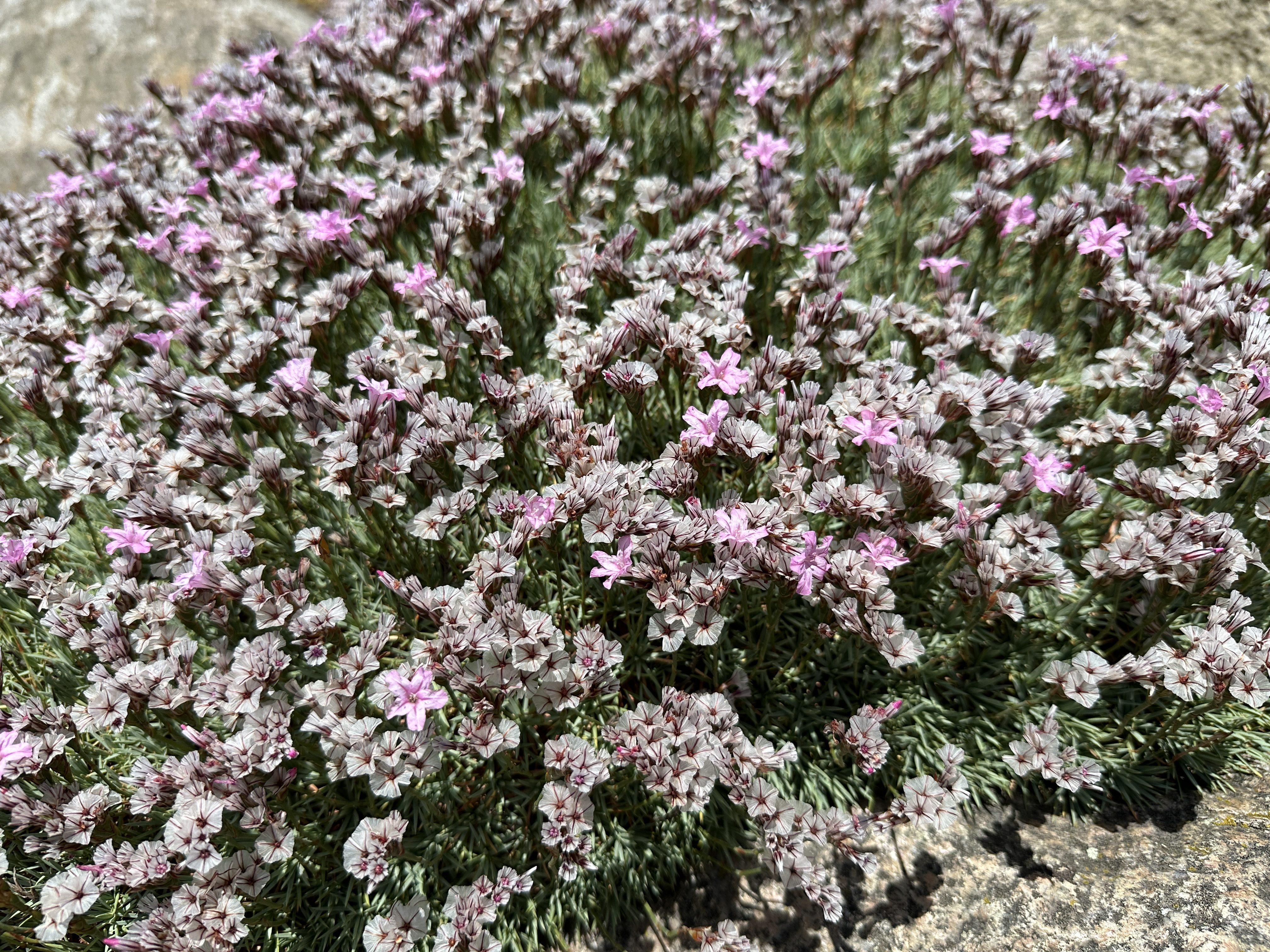
Blüten und Fruchtstände

Der Blütenstiel ist behaart, 2 bis 3 (10) Millimeter lang und besitzt eine Ähre mit einem bis drei Ährchen. An seinem Grund befindet sich ein einspitziges, häutiges Tragblatt. Der Kelch ist 8 bis 10 Millimeter lang, häutig, hat fünf purpurne Nerven und ist am Grund feinflaumig. Die Kronblätter sind rötlich.
Die Blütezeit reicht von Juni bis Juli.

## Vorkommen
Acantholimon androsaceum ist auf Kreta in den Präfekturen Chania, Rethymnon und Iraklion endemisch. Die Art wächst nur im Ida-Gebirge und in den Lefka Ori in Igelpolsterheiden in Höhenlagen von 1500 bis 2400 Meter.

## Belege
- Ralf Jahn, Peter Schönfelder: Exkursionsflora für Kreta. Mit Beiträgen von Alfred Mayer und Martin Scheuerer. Eugen Ulmer, Stuttgart (Hohenheim) 1995, ISBN 3-8001-3478-0, S. 224.